# Annika
Annika oder Anika oder Annica, auch Anica ist ein weiblicher Vorname.

## Herkunft und Bedeutung des Namens
Der Name Annika ist eine skandinavische Verniedlichungsform des Namens Anna (hebräisch für „die Begnadete“).
Ein anderer Ursprung des Namens kommt aus dem Griechischen, wo er von der Siegesgöttin „Nike“ abgeleitet wird.

## Namenstag
- Namenstag ist für die im Ursprung hebräische Form der 26. Juli.
- In Schweden: 21. April (1986–1992: 7. August)

## Verbreitung
Der Name Annika gewann Anfang der 1970er Jahre schnell an Popularität in Deutschland, nachdem er vorher praktisch unbekannt war. Grund hierfür könnten die Pippi-Langstrumpf-Filme sein, die zu dieser Zeit erschienen sind und in denen eine Hauptfigur Annika heißt. Vom Anfang der 1980er Jahre bis zur Jahrtausendwende war der Name unter den zwanzig meist vergebenen weiblichen Vornamen, in den 1990ern oft unter den „Top Ten“. Seitdem hat seine Beliebtheit zunächst leicht, ab den 2010er Jahren dann stark nachgelassen.

## Bekannte Namensträgerinnen

### Vorname

#### Annika
- Anikka Albrite (* 1988), US-amerikanische Pornodarstellerin
- Annika Beck (* 1994), deutsche Tennisspielerin
- Annika Becker (* 1981), deutsche Stabhochspringerin
- Annika Begiebing (* 1981), deutsche Fernsehmoderatorin und Synchronsprecherin
- Annika Billstam (* 1976), schwedische Orientierungsläuferin
- Annika Billström (* 1956), schwedische Politikerin
- Annika Blendl (* 1981), deutsche Schauspielerin und Regisseurin
- Annika Bruhn (* 1992), deutsche Schwimmerin
- Annika Bruhns (* 1966), deutsche Musicaldarstellerin und Schauspielerin
- Annika Bryn (* 1945), schwedische Krimiautorin
- Annika de Buhr (* 1972), deutsche Journalistin und Fernsehmoderatorin
- Annika Chambers (* 1985), US-amerikanische Bluessängerin
- Annika Danckert (* 1981), deutsche Basketballnationalspielerin
- Annika Doppler (* 1992), deutsche Fußballspielerin
- Annika Drazek (* 1995), deutsche Bundespolizistin, Bobsportlerin und ehemalige Leichtathletin
- Annika Dries (* 1992), US-amerikanische Wasserballspielerin
- Annika Eberhardt (* 1992), deutsche Fußballspielerin
- Annika Ernst (* 1982), deutsche Schauspielerin
- Annika Falkengren (* 1962), schwedische Bankmanagerin
- Annika Firley (* 1986), deutsche Theaterschauspielerin und Musicaldarstellerin
- Annika Fröhlich (* 1986), deutsche Fußballspielerin
- Annika Grill (* 1994), österreichische Miss Austria 2015
- Annika Hallin (* 1968), schwedische Schauspielerin
- Annica Hansen (* 1982), deutsche Moderatorin und Model
- Annika Hoydal (* 1945), färöische Sängerin, Komponistin und Schauspielerin
- Annika Idström (1947–2011), finnische Schriftstellerin
- Annika Johansson (* 1967), schwedische Freestyle-Skierin
- Annika Knoll (* 1993), deutsche Biathletin
- Annika Kuhl (* 1972), deutsche Theater- und Filmschauspielerin
- Annika Lambers (* 1992), deutsche Volleyballspielerin
- Annika Langvad (* 1984), dänische Radsportlerin
- Annika Lau (* 1979), deutsche Radio- und Fernsehmoderatorin
- Annika Liebs (* 1979), deutsche Schwimmerin
- Annika Ljungberg (* 1969), schwedische Sängerin von Rednex
- Annika Martens (* 1977), deutsche Theater- und Filmschauspielerin
- Annika Mehlhorn (* 1983), deutsche Schwimmerin
- Annika Meier (* 1981), deutsche Schauspielerin
- Annika Meyer (* 1994), dänische Handballspielerin
- Annika Mombauer (* 1967), britische Historikerin
- Annika Murjahn (* 1978), deutsche Schauspielerin
- Annika Olbrich (* 1985), deutsche Schauspielerin
- Annika Olsen (* 1975), färöische Politikerin
- Annika Øyrabø (* 1977), dänische Designerin, Illustratorin und Kinderbuchautorin
- Annika Pages (* 1968), deutsche Schauspielerin
- Annika Peimann (* 1974), deutsche Schauspielerin
- Annika Peterson (* 1972), US-amerikanische Schauspielerin
- Annika Preil (* 1990), deutsche Schauspielerin
- Annika Reich (* 1973), deutsche Schriftstellerin und Essayistin
- Annika Scheffel (* 1983), deutsche Autorin
- Annika Schlegel (* 1994), deutsche Sommerbiathletin und Handballspielerin
- Annika Schleu (* 1990), deutsche Moderne Fünfkämpferin
- Annika Schlicht (* 1988), deutsche Opernsängerin (Mezzosopran)
- Annika Schmidt (* 1980), deutsche Fußballspielerin
- Annika Schmidt (* 1993), deutsche Fußballspielerin
- Annika Schrumpf (* 1995), deutsche Schauspielerin
- Annika Sillaots (* 1986), estnische Fußballspielerin
- Annika Sörenstam (* 1970), schwedische Golferin
- Annika Strebel (* 1987), 63. Deutsche Weinkönigin
- Annika Ström (* 1964), schwedische Künstlerin
- Annika Suthe (* 1985), deutsche Speerwerferin
- Annika Tammela (1979–2001), estnische Fußballnationalspielerin
- Annika Thor (* 1950), schwedische Schriftstellerin und Drehbuchautorin
- Annika Tikk (* 1980), estnische Fußballspielerin
- Annika Treutler (* 1990), deutsche Pianistin
- Annika Line Trost (* 1977), deutsche Sängerin, Songwriterin, Musikproduzentin, freie Autorin und Journalistin
- Annika Unterburg (* 1978), deutsche Künstlerin
- Annika Vössing (* 1992), deutsche Triathletin
- Annika Walter (* 1975), deutsche Wasserspringerin
- Annika Wedderkopp (* 2004), dänische Sängerin und Schauspielerin
- Annika Zell (* 1965), schwedische Orientierungs- und Ski-Orientierungsläuferin
- Annika Zeyen (* 1985), deutsche Rollstuhl-Basketballspielerin
- Annika Zimmermann (* 1989), deutsche Fernsehmoderatorin und Journalistin

#### Anika
- Anika Baumann (* 1979), deutsche Schauspielerin und Hörspielsprecherin
- Anika Decker (* 1975), deutsche Drehbuchautorin, Regisseurin und Schriftstellerin
- Anika Keil, deutsche Journalistin und Fernsehmoderatorin
- Anika Klafki (* 1986), deutsche Rechtswissenschaftlerin
- Anika Lamade (* 1993), deutsche Schauspielerin
- Anika Landsteiner (* 1987), deutsche Autorin, Journalistin und Podcasterin
- Anika Maldacker (* 1988), deutsche Journalistin und Redakteurin
- Anika Mauer (* 1974), deutsche Schauspielerin
- Anika Moa (* 1980), neuseeländische Gitarristin, Sängerin und Liedermacherin
- Anika Nilles  (* 1983), deutsche Schlagzeugerin, Komponistin, Solo-Musikerin und Musik-Dozentin
- Anika Noni Rose (* 1972), US-amerikanische Schauspielerin
- Anika Zietlow (* 1980), deutsche Moderatorin, Sängerin und Songwriterin

#### Annica
- Annica Åhlén (* 1975), schwedische Eishockeytorhüterin
- Annica Barsley (* 1983), schwedische Fußballspielerin
- Annica Dahlström (* 1941), schwedische Ärztin und Neurowissenschaftlerin
- Annica Hansen (* 1982), deutsche Moderatorin (Annica Hansen – Der Talk)
- Annica Sjölund (* 1985), finnische Fußballspielerin
- Annica Wennström (* 1966), schwedische Schriftstellerin

#### Anica
- Anica Dobra (* 1963), serbische Schauspielerin
- Anica Gudelj (* 1991), bosnisch-kroatische Handballspielerin
- Anica Happich (* 1989), deutsche Theater- und Fernsehschauspielerin
- Anica Kufeld (* 1979), deutsche Basketballspielerin
- Anica Matzka-Dojder (* 1953), österreichische Politikerin (SPÖ)
- Anica Röhlinger (* 1996), deutsche Schauspielerin
- Anica Russo (* 2000), deutsche Singer-Songwriterin
- Anica Stabel (* 1999), deutsche Tennisspielerin

### Kunstfiguren
- Annika Hansen, menschlicher Name der Borg-Drohne Seven of Nine in der Science-Fiction-Serie Star Trek: Raumschiff Voyager
- Annika Settergren, beste Freundin der Kinderbuchfigur Pippi Langstrumpf
- Annika und der Pegasus, Trickfilmfigur aus der Barbieproduktion und Filmgesellschaft
- DI Annika Strandhed, Titelfigur in der britischen Fernsehserie Annika – Mord an Schottlands Küste

## Varianten
Anica, Annicka, Anik, Anika, Anike, Annica, Annik, Annike, Anniken, Annikka (finnisch), Annikki (finnisch)

## Sonstiges
- ein Asteroid, siehe (817) Annika